# WarioWare: Twisted!
WarioWare: Twisted! (Japans: まわるメイドインワリオ; Mawaru Made in Wario) is een videospel voor de Game Boy Advance en verscheen exclusief in Amerika en Japan in 2005. Het is het derde deel uit de WarioWare-reeks, waarbij de speler ditmaal gebruik kan maken van een bewegingssensor die in de cassette zelf ingebouwd is. In WarioWare: Twisted! moet de speler verschillende mini-games tot een goed eind brengen in slechts vijf seconden tijd.
WarioWare: Twisted! is niet uitgegeven in Europa.

## Personages
In het spel komen de volgende personages voor:
- Wario
- Mona
- Jimmy T
- Parents de Jimmy
- 9-Volts en 18-Volts
- Dribble & Spitz
- Orbulon
- Frank
- Dr. Crygor
- Kat & Ana

## Ontvangst
Het spel kreeg overwegend positieve beoordelingen:
| Beoordeeld door              | Jaar | Score |
| ---------------------------- | ---- | ----- |
| Modojo                       | 2005 | 100%  |
| Deeko                        | 2005 | 95%   |
| Christ Centered Game Reviews | 2005 | 94%   |
| GameSpy                      | 2005 | 90%   |
| GameSpot                     | 2005 | 88%   |
| Nintendojo                   | 2003 | 87%   |
| AllAboutTheGames.co.uk       | 2005 | 80%   |
| AceGamez                     | 2003 | 80%   |
| GamePro (US)                 | 2005 | 80%   |
| Gamestyle                    | 2006 | 70%   |

## Trivia
- Het spel is opgenomen in het boek 1001 Video Games You Must Play Before You Die van Tony Mott.